# Меллор, Келвин
Келвин Меллор (англ. Kelvin Mellor; род. 25 января 1991, Кру, Чешир) — английский футболист, защитник клуба «Кру Александра».

## Клубная карьера
Начинал карьеру в клубе «Нантвич Таун», за который провёл шесть матчей в северной премьер-лиге. В 2008 году перешёл в главную команду своего родного города — «Кру Александра», но поначалу выступал на правах аренды за различные клубы низших дивизионов: «Нантвич Таун», «Ньюкасл Таун», «Стаффорд Рейнджерс» и «Лик Таун». 27 ноября 2010 года дебютировал за «Кру Александру» в матче второй лиги против «Моркама». Меллор появился на поле на 90-й минуте вместо Клейтона Доналдсона.
В апреле 2011 года перешёл на правах аренды в исландский «Вестманнаэйяр». 2 мая сыграл первую игру за команду в чемпионате Исландии. На 79-й минуте матча первого тура с «Фрамом» Келлор вышел на замену вместо Арнора Олафссона. 30 июня дебютировал в составе исландского клуба в еврокубках в рамках первого квалификационного раунда Лиги Европы с ирландским «Сент-Патрикс Атлетик». Меллор принял участие в обеих встречах. 10 июля забил свой первый мяч в Исландии, открыв счёт во встрече с «Хабнарфьордюром», которая завершилась победой его команды 3:1. По результатам сезона «Вестманнаэйяр» занял третье место в турнирной таблице и завоевал бронзовые медали чемпионата.
По возвращении из аренды становится игроком основного состава «Кру Александры». По итогам сезона вместе с командой добивается выхода в первую лигу. В следующем сезоне команда завоевывает Трофей Английской футбольной лиги. В финальном матче, состоявшемся 7 апреля 2013 года, «Кру» обыграла «Саутенд Юнайтед» со счётом 2:0. Меллор провёл все 90 минут на поле.
В июне 2014 года перебрался в «Плимут Аргайл», подписав контракт на два года. Первую игру в составе «пилигримов» сыграл 9 августа в гостях против «Кембриджа». За два сезона в команде Меллор принял участие в 92 матчах во всех турнирах и забил два мяча.
После окончания срока контракта в качестве свободного агента 4 июля 2016 года перешёл в «Блэкпул», подписав соглашение на один год с возможностью продления ещё на один. Дебют Меллора за клуб состоялся 6 августа в игре с «Эксетер Сити». В первом сезоне вместе с командой занял 7-е место в турнирной таблице Лиге 2, но победил в плей-офф и завоевал повышение в классе. Келвин регулярно попадал в стартовый состав, проведя в общей сложности 89 игр и забив 14 голов.
31 июля 2018 года Меллор подписал двухлетний контракт с «Брэдфорд Сити». Первую игру в составе «горожан» сыграл 4 августа со «Шрусбери» на выезде. Встреча завершилась минимальной победой гостей.

## Достижения
Вестманнаэйяр
- Бронзовый призёр чемпионата Исландии: 2011

 Кру Александра
- Обладатель Трофея Английской футбольной лиги: 2012/13